# Igüeña (kommun)
Igüeña är en kommun i Spanien.   Den ligger i provinsen Provincia de León och regionen Kastilien och Leon, i den nordvästra delen av landet, 300 km nordväst om huvudstaden Madrid. Antalet invånare är 1 356. Arean är 206 kvadratkilometer. Igüeña gränsar till Torre del Bierzo, Folgoso de la Ribera, Noceda del Bierzo, Toreno, Páramo del Sil, Palacios del Sil, Murias de Paredes, Riello, Valdesamario och Villagatón. 
Terrängen i Igüeña är huvudsakligen kuperad, men västerut är den bergig.